# KK Plana
O Košarkaški klub Plana (em sérvio:  Кошаркашки клуб Плана), conhecido também apenas como Plana, é um clube de basquetebol baseado em Žarkovo, arredores de Velika Plana, Sérvia que atualmente disputa a 1.MRL. Manda seus jogos no Pavilhão Esportivo Nikole Pasica com capacidade para 1.000 espectadores.

## Histórico de Temporadas
| Temporada | Nível | Liga  | Pos. | J     | PL | Resultado        |
| --------- | ----- | ----- | ---- | ----- | -- | ---------------- |
| 2011-12   | 3     | 1.MRL | 1    | 14-0  |    | Promovidocampeão |
| 2012-13   | 2     | 2.MLS | 14   | 9-17  |    | Rebaixado        |
| 2013-14   | 3     | 1.MRL | 1    | 24-2  |    | Promovidocampeão |
| 2014-15   | 2     | 2.MLS | 8    | 13-13 |    |                  |
| 2015-16   | 2     | 2.MLS | 3    | 19-7  |    |                  |
| 2016-17   | 2     | 2.MLS | 9    | 11-15 |    |                  |
| 2017-18   | 2     | 2.MLS | 11   | 9-17  |    |                  |
| 2018-19   | 2     | 2.MLS | 14   | 0-26  |    | Rebaixado        |

fonte:srbijasport.net

### Títulos
Terceira divisão
Campeão (2):2012, 2014